# سانتياغو هيريرو
سانتياغو هيريرو (بالإسبانية: Santiago Herrero)‏ كان متسابق دراجات نارية إسباني. نافس في سباقات بطولة العالم لفئة 250 سي سي ولفئة 50 سي سي. كما شارك في كأس جزيرة مان السياحية. توفي إثر حادث تعرض له أثناء السباق.

## نتائج الجائزة الكبرى
| المركز | 1  | 2  | 3  | 4 | 5 | 6 | 7 | 8 | 9 | 10 |
| النقاط | 15 | 12 | 10 | 8 | 6 | 5 | 4 | 3 | 2 | 1  |

(مفتاح) (السباقات بالخط العريض تشير لموقع الانطلاق; السباقات بالخط المائل تشير لأسرع لفة)
| السنة | الفئة     | الفريق | 1           | 2           | 3            | 4        | 5        | 6           | 7         | 8        | 9        | 10        | 11      | 12             | النقاط | الترتيب | الفوز |
| ----- | --------- | ------ | ----------- | ----------- | ------------ | -------- | -------- | ----------- | --------- | -------- | -------- | --------- | ------- | -------------- | ------ | ------- | ----- |
| 1968  | 250 سي سي | أوسا   | ألمانيا 6   | إسبانيا DNF | مان DNF      | هولندا 6 | بلجيكا 5 | ألمانيا DNF | تشيك -    | فنلندا - | ألستر -  | الأمم 3   |         |                | 8      | 7       | 0     |
| 1969  | 50 سي سي  | دربي   | إسبانيا -   | ألمانيا -   | فرنسا -      |          | هولندا 7 | بلجيكا 2    | ألمانيا 2 | تشيك -   |          | ألستر -   | الأمم - | يوغوسلافيا -   | 28     | 7       | 0     |
| 1969  | 250 سي سي | أوسا   | إسبانيا 1   | ألمانيا DNF | فرنسا 1      | مان 3    | هولندا 3 | بلجيكا 1    | ألمانيا 2 | تشيك DNF | فنلندا 6 | ألستر DNF | الأمم 5 | يوغوسلافيا DNF | 83     | 3       | 3     |
| 1970  | 250 سي سي | أوسا   | ألمانيا DNF | فرنسا 2     | يوغوسلافيا 1 | مان DNF  | –        | –           | –         | –        | –        | –         | –       | –              | 27     | 8       | 1     |